# Ferreyranthus
Ferreyranthus es un género de plantas fanerógamas perteneciente a la familia de las asteráceas. Comprende 10 especies descritas y de estas, solo 8 aceptadas. Es originario de Sudamérica.

## Taxonomía
El género fue descrito por H.Rob. & Brettell y publicado en Phytologia 28(1): 50. 1974. La especie tipo es Ferreyranthus verbascifolius (Kunth) H.Rob. & Brettell	

## Especies aceptadas
A continuación se brinda un listado de las especies del género Ferreyranthus aceptadas hasta julio de 2012, ordenadas alfabéticamente. Para cada una se indica el nombre binomial seguido del autor, abreviado según las convenciones y usos.
- Ferreyranthus excelsus H.Rob. & Brettell
- Ferreyranthus fruticosus (Muschl.) H.Rob.
- Ferreyranthus gentryi H.Rob.
- Ferreyranthus ramonii H.Rob.
- Ferreyranthus rugosus (Ferreyra) H.Rob. & Brettell
- Ferreyranthus vaginans (Muschl.) H.Rob. & Brettell
- Ferreyranthus verbascifolius (Kunth) H.Rob. & Brettell
- Ferreyranthus vernonioides (Muschl.) H.Rob. & Brettell